# 青岗遗址
青岗遗址，位于中国河北省保定市东仙坡乡青岗村，为保定市涿州市的一个省级文物保护单位，类型为古遗址，公布时间为2001年2月7日。
青岗遗址的历史年代为新石器时代—战国。